# FN Browning 1922
De FN Browning 1922 of FN Browning 1910/22 (Nederlandse naam: Browning M.25) was het standaardpistool van het Nederlandse leger in de Tweede Wereldoorlog en nadien de Nederlandse politie en douane.

## Geschiedenis
Na 1898 groeide het Nederlandse leger erg snel, vooral dankzij de dienstplicht. Hierdoor was er behoefte aan meer zogenaamde vuistvuurwapens; dit zijn revolvers of pistolen. Aanvankelijk werd besloten om revolvers te kopen, maar doordat deze te weinig werden geproduceerd werd overgegaan op semiautomatische ('zelflaad')pistolen.
In 1900 werden de eerste proefexemplaren getest; de belangrijkste eis was dat het wapen op 400 meter afstand nog steeds mensen en paarden buiten gevecht stellen.
De eerste modellen die getest werden waren: 
- De Mauser C.96
- De Bergmann M.1896
- De Bergmann M.1897
- Twee onbekende modellen van de Oostenrijkse fabrikant Roth
- Een Borchardt-Luger

Uiteindelijk werd de Borchardt-Luger het best bevonden en er werden nog twee verbeterde versies getest. Hiervan werd de Borchardt-Luger No.35 uitgekozen en 'voorgesteld' aan de troepen. Doordat de meningen over dit wapen nogal uiteenliepen werd het niet in gebruik genomen. Vervolgens werden er weer nieuwe modellen getest:
- De Borchardt-Luger Parabellum
- De Mannlicher M.1902
- De FN Browning 1903

Ook hier kwam de Borchardt-Luger het beste uit de bus en er werden 917 exemplaren besteld. Dit plan ging uiteindelijk niet door, omdat de Tweede Kamer geen toestemming gaf.
Tot 1912 gebeurde er niks, maar dat veranderde toen de Koninklijke Marechaussee niet meer tevreden was over de huidige revolvers. Ditmaal werden er twee typen revolvers getest en één pistool, de FN Browning 1910. De Browning was verreweg de favoriet, maar doordat het kaliber te klein was (men wilde een 9 mm en dit was een 7,65 mm) werden er nog geen exemplaren besteld. Doordat de Eerste Wereldoorlog uitbrak konden er geen 9 mm wapens getest worden, tot na de oorlog. Het Nederlandse leger was geïnteresseerd in een nieuwere variant van de Browning 1910, de FN Browning 1922. Deze werden dan ook besteld (1200 stuks en kregen de benaming Browning M.25 No. 1, waarbij M.25 staat voor het jaar van aankoop (1925). Deze pistolen (met een kaliber van 7,65 mm - patroon: scherpe Nr. 19 = 7,65 mm x 17 HR Browning) waren bestemd voor de zogenaamde Bereden artillerie en het Korps Politietroepen. De landmacht was echter ook geïnteresseerd in de pistolen. De bemanning van de Lewis M.20 mitrailleurs moest kunnen beschikken over een pistool voor zelfverdediging. Uiteindelijk werd besloten om nog eens 2000 exemplaren te bestellen, dit keer met een kaliber van 9 mm (patroon: scherpe Nr. 21 = 9 mm x 17 Browning kort). Deze pistolen kregen de benaming Browning M.25 No. 2.

## Ombouwen
De twee varianten (No. 1 en No. 2) waren in hoofdzaak gelijk. Het enige verschil was het kaliber van de loop. Doordat de loop uitneembaar was kon je van een No. 1 met gemak een No. 2 maken.
Doordat de No. 1 enkele problemen had, zoals het vast blijven zitten van de kogel, werd besloten om deze allemaal om te bouwen in No. 2 varianten, de 9 mm. Er werden 2300 9 mm lopen besteld en sindsdien werd het pistool simpelweg Browning M.25 genoemd.